# Regiunea Kukës

Localizarea regiunii în Albania

Regiunea Kukës (albaneză: Qarku i Kukësit) este una dintre cele 12 regiuni ale Albaniei. Conține districtele Has, Kukës și Tropojë, iar capitala sa este orașul Kukës.